# 小池寿子
小池 寿子（こいけ ひさこ、1956年5月4日 - ）は、日本の美術史家。学位は文学修士。國學院大學文学部教授。専門は15世紀北方フランドル美術・中世美術などの西洋美術史。

## 人物
群馬県前橋市出身。美術作品から死生観を読み解く研究をしている。死の舞踏の研究者として知られる一方、近年は運命観・身体観を探る研究も展開している。

## 略歴
- 1979年 お茶の水女子大学文教学部哲学科美学美術史専攻卒業
- 1985年 お茶の水女子大学大学院人間文化研究科比較芸術学博士課程満期退学
- 1989年 文化女子大学家政学部生活造形学科専任講師、ついで助教授
- 1998年 國學院大學助教授
- 2000年 『死をみつめる美術史』で芸術選奨新人賞受賞
- 2001年 國學院大學教授

## 著書
- 『死者たちの回廊 ― よみがえる死の舞踏』（福武書店、1990年／平凡社ライブラリー、1994年）
- 『屍体狩り』（白水社、1993年／白水Uブックス、2000年）
- 『死者のいる中世』（みすず書房、1994年）
- 『マカーブル逍遥』（青弓社、1995年）
- 『死をみつめる美術史』（ポーラ文化研究所、1999年／ちくま学芸文庫、2006年）
- 『描かれた身体』（青土社、2002年）
- 『「死の舞踏」への旅―踊る骸骨たちをたずねて』（中央公論新社、2010年）
- 『内臓の発見』（筑摩書房〈筑摩選書〉 、2011年）
- 『謎解きヒエロニムス・ボス』 (とんぼの本) 新潮社, 2015.4

### 編著
- 『一日で鑑賞するルーヴル美術館』（芸術新潮編集部共編、新潮社〈とんぼの本〉、2006年）
- 『西洋美術の歴史3 中世II　ロマネスクとゴシックの宇宙』 木俣元一と共編著
  - 中央公論新社（全8巻）、2016-17年、小佐野重利・三浦篤と編集委員
- 『ロンドン・ナショナル・ギャラリー　名画でひもとく西洋美術史』平凡社 別冊太陽スペシャル、2020年　高橋明也共監修

### 翻訳
- アネッテ・ロビンソン『絵画の見方・ルーヴル美術館』伊藤已令共訳 福武書店 1991年
- W.S.ギブソン『ブリューゲル 民衆劇場の画家』森洋子共訳 美術公論社 1992年
- キャスリーン・コーエン『死と墓のイコノロジー 中世後期とルネサンスにおけるトランジ』平凡社 1994年
- ナイジェル・ウィルキンズ『ニコラ・フラメル錬金術師伝説』白水社 2000年
- エリー・フォール『中世美術　美術史2』星埜守之共訳、国書刊行会 2010年
- ジャン=クロード・シュミット『中世の聖なるイメージと身体』刀水書房　2015年